# Inde aux Jeux olympiques de 1920
L'Inde britannique participe aux Jeux olympiques de 1920 organisés à Anvers en Belgique. C'est la deuxième participation du pays après 1900. L'Inde ne remporte pas de médaille.

## Résultats[1]

### Athlétisme
| Athlète                        | Épreuve  | Séries   | Séries | Quarts-de-finale | Quarts-de-finale | Demi-finales    | Demi-finales    | Finale          | Finale          |
| Athlète                        | Épreuve  | Résultat | Rang   | Résultat         | Rang             | Résultat        | Rang            | Résultat        | Rang            |
| ------------------------------ | -------- | -------- | ------ | ---------------- | ---------------- | --------------- | --------------- | --------------- | --------------- |
| Purma Bannerjee (en)           | 100 m    | Inconnu  | 5      | Non qualifié     | Non qualifié     | Non qualifié    | Non qualifié    | Non qualifié    | Non qualifié    |
| Purma Bannerjee (en)           | 400 m    | 53.1     | 4      | Non qualifié     | Non qualifié     | Non qualifié    | Non qualifié    | Non qualifié    | Non qualifié    |
| Phadeppa Dareppa Chaugule (en) | 10000 m  | N/A      | N/A    | N/A              | N/A              | N'a pas terminé | N'a pas terminé | Non qualifié    | Non qualifié    |
| Phadeppa Dareppa Chaugule (en) | Marathon | N/A      | N/A    | N/A              | N/A              | N/A             | N/A             | 2:50:45.4       | 19              |
| Sadashir Datar (en)            | Marathon | N/A      | N/A    | N/A              | N/A              | N/A             | N/A             | N'a pas terminé | N'a pas terminé |

### Lutte

#### Lutte libre
| Lutteur              | Épreuve      | 16e de finale | 8e de finale      | Quarts-de-finale     | Demi-finales     | Finales / Match pour la 3e place | Rang |
| -------------------- | ------------ | ------------- | ----------------- | -------------------- | ---------------- | -------------------------------- | ---- |
| Kumar Navale (en)    | Poids moyens | Bye           | Johnson (USA) (D) | Non qualifié         | Non qualifié     | Non qualifié                     | 9    |
| Randhir Shindes (en) | Poids plumes | N/A           | Bye               | Inman (en) (GBR) (V) | Gerson (USA) (V) | Bernard Bernard (GBR) (D)        | 4    |